# Pachyphaleria capensis
Pachyphaleria capensis is een keversoort uit de familie van de zwartlijven (Tenebrionidae). De wetenschappelijke naam van de soort is voor het eerst geldig gepubliceerd in 1840 door Laporte de Castelnau.